# La Poupée (album)
 (juin 2019).
Si vous disposez d'ouvrages ou d'articles de référence ou si vous connaissez des sites web de qualité traitant du thème abordé ici, merci de compléter l'article en donnant les références utiles à sa vérifiabilité et en les liant à la section « Notes et références ».
Pour les articles homonymes, voir La Poupée.
Albums de Chantal Goya
Voulez-vous danser grand-mère ?
(1977) Bécassine
(1979)
La Poupée est le deuxième album studio de la chanteuse Chantal Goya. Cet album a été certifié disque de platine en 1980 pour plus de 400 000 exemplaires vendus en France[source insuffisante].
Il a été réédité en CD chez Podis / Polygram en 1997, puis en 2013 dans le coffret L'Intégrale chez Sony.

## Titres
1. La Poupée (Jean-Jacques Debout) 3:20
2. On devient fous dans les grands magasins (Roger Dumas - Jean-Jacques Debout / Jean-Jacques Debout) 2:05
3. Donne la patte Shaggy Dog (Jean-Jacques Debout) 2:52
4. Good bye (Jean-Jacques Debout / Jean-Jacques Debout - Jean-Daniel Mercier) 2:22
5. Père Noël-Père Noël (Jean-Jacques Debout) 2:59
6. On m'appelle Cendrillon (Roger Dumas / Jean-Jacques Debout) 2:12
7. Riri, Fifi, Loulou (Roger Dumas - Jean-Jacques Debout / Jean-Jacques Debout) 2:24
8. Petit frère (Jean-Jacques Debout) 2:23
9. Dans la rue (Roger Dumas - Jean-Jacques Debout) 2:41
10. Elliot le dragon (Sean Marshall / Charlie Callas - adapt : Jean-Jacques Debout) 2:46
11. Et vive les pioupious (Roger Dumas / Jean-Jacques Debout) 2:18
12. Demain (Jean-Jacques Debout) 2:25

## Crédits
- Produit et réalisé par : Jean-Jacques Debout
- Arrangements et direction d'orchestre : Jean-Daniel Mercier
- Enregistré au Studio Acousti
- Prise de son : Colin Caldwell
- Chorale : Les Petits chanteurs d'Aix-en-Provence

## Single
- La Poupée - On m'appelle Cendrillon - 1978